# Hägerstads församling
Hägerstads församling var en församling i Linköpings stift inom Svenska kyrkan i Kinda kommun i Östergötlands län. Församlingen uppgick 2010 i Rimforsa församling.
Församlingskyrka var Hägerstads kyrka och Hägerstads gamla kyrka.
Folkmängden i församlingen 2006 var 186 invånare.

## Administrativ historik
Församlingen har medeltida ursprung.
Församlingen var till 1962 moderförsamling i pastoratet Hägerstad och Oppeby. Från 1962 till 2010 var församlingen annexförsamling i pastoratet Tjärstad, Kättilstad, Hägerstad och Oppeby. Församlingen uppgick 2010 i Rimforsa församling.
Församlingskod var 051307.

## Kyrkoherdar[3]
Lista över kyrkoherdar i församlingen.
| Ämbetstid | Namn                        | Levnadstid | Övrigt |
| --------- | --------------------------- | ---------- | ------ |
| 1323      | Magnus                      |            |        |
| 1327      | Gislo                       |            |        |
| 1343-1353 | Stephanus                   |            |        |
| 1410      | Staphan                     |            |        |
| 1467      | Hemmingius Petri            |            |        |
| 1521-1523 | Laurentius                  |            |        |
| 1524      | Magnus                      |            |        |
| 1535      | Joachimus                   |            |        |
| 1550      | Måens                       |            |        |
| 1568-1571 | Georgius Jacobi             |            |        |
| 1593-1600 | Johannes Petri              | -1600      |        |
| 1602-1609 | Canutus Danonis             | 1570-      |        |
| 1639-1649 | Johannes Jacobi Notopolinus | -1649      |        |
| 1651-1675 | Petrus Andreæ Kernander     | -1675      |        |
| 1675-1687 | Petrus Jonæ Wolnander       | -1687      |        |
| 1689-1692 | Elias Amberni               | 1637-1692  |        |
| 1694-1702 | Arvidus Grenander           | 1650-1702  |        |
| 1703-1710 | Magnus Hagman               | -1710      |        |
| 1710-1725 | Andreas Torpadius           | 1678-1725  |        |
| 1726-1758 | Olavus Rosvall              | 1688-1758  |        |
| 1760-1762 | Samuel Aspling              | 1716-1762  |        |
| 1763      | Samuel Reuselius            | 1711-1763  |        |
| 1764-1771 | Pehr Brunvall               | 1717-1771  |        |
| 1771-1809 | David Pontin                | 1733-1809  |        |
| 1810-1817 | Pehr Olof Hertzman          | 1755-1817  |        |
| 1818-1828 | Johan Henrik Rosvall        | 1774-1828  |        |
| 1830-1850 | Johan Olof Wæners           | 1789-1850  |        |
| 1850-1872 | Fredrik Gustaf Grönlund     | 1801-1872  |        |
| 1873-1890 | Samuel Erik Kernell         | 1811-1890  |        |
| 1891-1928 | Anders Reinhold Alvin       | 1847-1928  |        |
| 1928-     | Nils Hjalmar Hilberts       | 1894-      |        |

## Klockare och organister
| Ämbetstid | Namn                      | Levnadstid | Övrigt              |
| --------- | ------------------------- | ---------- | ------------------- |
| 1785–1819 | Peter Askelöf             | 1759–1819  | Klockare            |
| 1819–1822 | Edmund Jansson Bérott     | 1784–      | Klockare            |
| 1824–1827 | J. A. Erisson             | 1798–      | Klockare            |
| 1831–1870 | Erik Adolf Apelroth       | 1805–1890  | Klockare            |
| 1866–1891 | Per Otto Gabriel Wistrand | 1839–      | Organist och lärare |